# Роккори

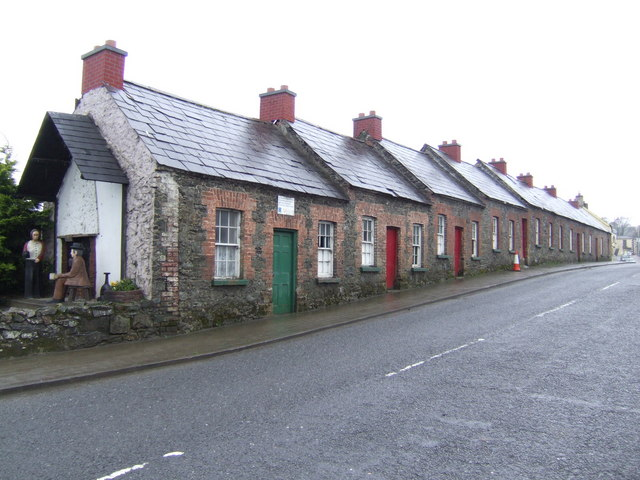
Роккори, домики мельничных работников

Роккори (англ. Rockcorry; ирл. Buíochar) — деревня в Ирландии, находится в графстве Монахан (провинция Ольстер).
Железнодорожная станция Роккори была открыта 18 октября 1860 года, закрыта для пассажирских и товарных перевозок 10 марта 1947 года и закрыта окончательно 20 июня 1955 года.

## Демография
Население — 292 человека (по переписи 2006 года). В 2002 году население составляло 287 человек.
Данные переписи 2006 года:
| Общие демографические показатели |               |                               |                               |      |      |
| Всё население                    | Всё население | Изменения населения 2002—2006 | Изменения населения 2002—2006 | 2006 | 2006 |
| 2002                             | 2006          | чел.                          | %                             | муж. | жен. |
| 287                              | 292           | 5                             | 1,7                           | 144  | 148  |